# Defensa del Reich
Defensa del Reich fue el nombre dado por la Luftwaffe a la campaña de defensa aérea estratégica que se libró en los cielos de Alemania y de la Europa ocupada por los alemanes durante la Segunda Guerra Mundial. Su objetivo era evitar la destrucción, por parte de las fuerzas aéreas de los Aliados Occidentales, de las ciudades, de las industrias militares alemanas y las civiles. En la lucha nocturna y diurna que se disputó durante la guerra, participaron miles de aviones, decenas de unidades, y hubo cientos de combates aéreos para contrarrestar la campaña de bombardeo aéreo estratégico de los Aliados. 
Esta campaña fue una de las más largas sostenida en la historia de la guerra aérea. La fuerza de cazas de la Luftwaffe (Jagdwaffe), defendió el espacio aéreo alemán y el de los países ocupados contra el ataque, en primer lugar del Mando de Bombardeo de la RAF, y en segundo lugar el de las Fuerzas Aéreas del Ejército de los Estados Unidos (USAAF).
La Luftwaffe fue desde sus comienzos un arma ofensiva, y los alemanes no habían previsto la necesidad de una fuerza defensiva para proteger su espacio aéreo, ni incluso después de haber sido forzados a ponerse a la defensiva durante el invierno de 1942-1943. Por lo tanto, la Luftwaffe siguió fabricando aviones de bombardeo a pesar del cada vez más potente poder ofensivo de las fuerzas aéreas aliadas. Finalmente se dio prioridad a la aviación de caza y la defensa se convirtió en el principal objetivo de la Luftwaffe. 
En 1943, en vista del rápido deterioro de la posición militar alemana, la Luftwaffe se vio obligada a dedicar cada vez más unidades de cazas (Jagdgeschwader) a misiones de defensa. En el período 1940 - 1943, la Luftwaffe defendió con éxito su territorio y causó varias derrotas al Mando de Bombardeo de la RAF y al de la USAAF. Estas victorias fueron en gran parte una consecuencia de la falta de cazas de escolta de largo alcance entre las fuerzas aéreas occidentales. En octubre de 1943, la USAAF había sufrido tantas pérdidas que hizo una suspensión temporal de sus incursiones en profundidad, pasando a bombardear la zona de la Europa ocupada. 
En la primavera de 1944, la USAAF puso en el aire el P-51  Mustang, un caza capaz de escoltar a los bombarderos hasta sus objetivos. Para el verano de 1944, la defensa aérea del Tercer Reich, el Reichsluftverteidigung (RLV), se estiró hasta el límite. Abrumados por la cantidad de aviones aliados, la Luftwaffe perdió la superioridad aérea. La Luftwaffe comenzó a padecer una escasez crónica de combustible, lo que unido a la falta de entrenamiento de sus pilotos hizo que dejase de ser una fuerza efectiva de combate en 1945.

## Contención del Mando de Bombardeo de la RAF (1939-1941)

### Doctrina de preguerra
En los inicios de la Segunda Guerra Mundial, la RAF desarrolló una estrategia para el bombardeo aéreo de las áreas industriales enemigas. Los estrategas de la RAF consideraban que los ataques a las grandes zonas industriales de las ciudades era lo mejor que se podía hacer dada la falta de precisión de la tecnología de bombardeo. Esta doctrina era resultado de la convicción del jefe de Estado mayor de la RAF, Charles Portal, de que atacar la moral de los alemanes era la clave para forzarles a la capitulación.
Esta creencia tuvo su origen en Hugh Trenchard, el "padre" de la RAF, convencido de la utilidad de la política de la Primera Guerra Mundial consistente en llevar la guerra al interior del territorio enemigo. Se esperaba que una vez hecho ese daño físico y psicológico, en Alemania y en las áreas ocupadas la gente tomaría las armas y derrocaría el sistema. Portal presentó un argumento convincente, el bombardeo para quebrar la moral de la gente (más tarde conocido como el “terror de las bombas”) complementaría el bombardeo estratégico que bien podría tener como objetivo a los trabajadores de la industria alemana, bien socavando su moral o dándoles muerte, lo que llevaría a una paralización de las industrias militares alemanas.

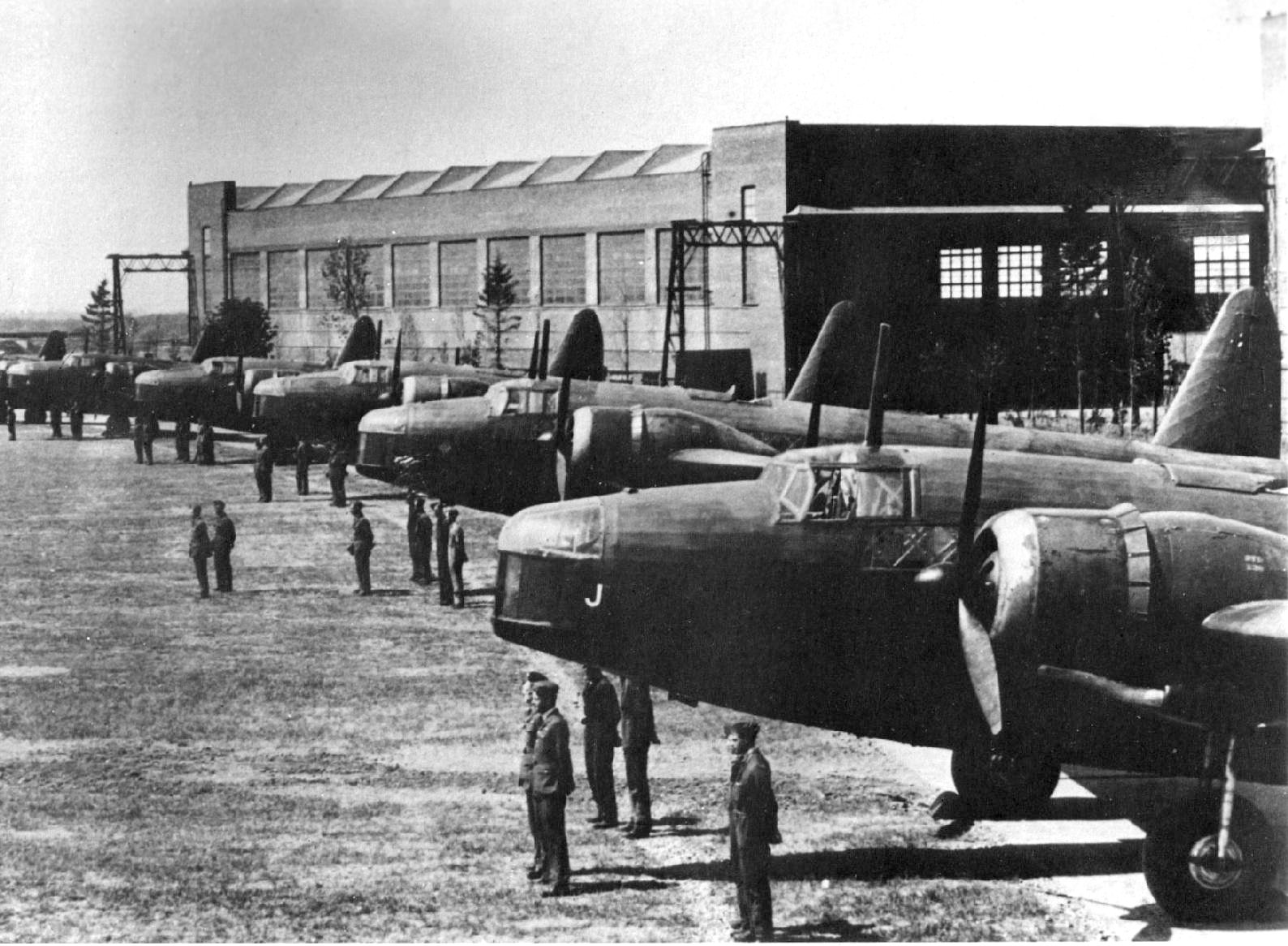
Wellington Mark I, los aviones que llevaron a cabo las incursiones más profundas durante el período 1939-1941.

### Operaciones diurnas
La campaña de defensa aérea más larga de la Segunda Guerra Mundial se inició en la tarde del 4 de septiembre de 1939, justo un día después de la declaración de guerra a Alemania por parte del Reino Unido. El objetivo del Mando de Bombardeo de la RAF fue la base naval alemana de Wilhelmshaven. Los británicos solo consiguieron infligir leves daños al acorazado de bolsillo Admiral Scheer, pero sin embargo en esta acción se produjeron los primeros de los miles de derribos que se producirían en ambos bandos a lo largo de la guerra. Estos derribos se les acreditaron a los Feldwebels Hans Troitsch y Alfred Held del Grupo de caza II./Jagdgeschwader 77.
La RAF había entrado en la Segunda Guerra Mundial sin contar con un bombardero pesado estratégico que fuese apto para ese tipo de misiones. El bombardero de más entidad en el arsenal de la RAF en 1939 era el Vickers Wellington. A pesar de tener un alcance de 2 900 km y poder transportar una carga de 2 000 kg de bombas, este bombardero medio (como todos los bombarderos sin escolta) era vulnerable a los aviones de caza. La creencia existente en la RAF de que el bombardero “siempre podría pasar” a la luz del día, se comprobó que era falsa. En la Batalla aérea de la bahía de Heligoland del 18 de diciembre de 1939, durante la "Drôle de guerre", la RAF perdió 12 de los 22 bombarderos que participaron en la misión (los alemanes alegaron 38 derribos) y se vieron obligados a poner fin a las operaciones diurnas. El Mando de Bombardeo tuvo que admitir la derrota en los primeros días de la guerra, cambiando de estrategia al pasar a bombardear de noche.

### Eficacia del bombardeo de la RAF
En el periodo 1939-1941, los especialistas británicos argumentaron reiteradamente sobre el valor de la estrategia de bombardeo británica, insistieron mucho en dejar claro que lo que se discutía determinaría en esencia las bases fundamentales de la estrategia a seguir por la RAF durante el resto de la guerra. Se discutió mucho sobre la efectividad y precisión de los bombardeos, siendo este aspecto la clave de la cuestión. En el Ministerio del Aire británico, algunos mantenían que la tecnología de bombardeo utilizada no era muy precisa, lo que hacía que les fuera imposible realizar ataques a objetivos concretos.
En apoyo de sus conclusiones, se utilizó el Informe Butt, un estudio de las fotografías tomadas por los bombarderos y en el que se concluía que solo un 30% de los bombarderos de la RAF alcanzaban la zona del objetivo, y en la región del Ruhr solo el 10% por ciento. Quienes en la RAF estaban a favor de bombardear objetivos concretos, criticaron el informe argumentando que se había hecho una selección de los casos estudiados. Cuando el mariscal del aire Arthur Harris se hizo cargo del Mando de Bombardeo de la RAF en 1942, utilizó el resultado de ese informe para impulsar la estrategia de “bombardeo de área”.

## Creación de un sistema de defensa aérea

### Reconociendo la necesidad de la defensa aérea
Al comienzo de la guerra, la Luftwaffe carecía de un sistema efectivo de defensa aérea. La política exterior de Adolf Hitler empujó a Alemania a la guerra antes de que estas defensas pudiesen estar plenamente desarrolladas. La Luftwaffe se vio obligada a improvisar y organizar sus defensas con la guerra ya en marcha. El control y la coordinación territorial de las misiones diurnas de defensa aérea sobre Alemania fueron escasos en los años 1939-1940. La responsabilidad de la defensa del espacio aéreo alemán recayó en los Luftgaukommando (Comandos aéreos de distrito). Los sistemas de defensa se basaban principalmente en el empleo de la Flak (Defensa antiaérea desde tierra). Las defensas no estaban coordinadas y la comunicación entre ellas era deficiente. 
Esta falta de entendimiento entre la Flak y la fuerza aérea de defensa fue una calamidad para la Luftwaffe durante toda la guerra. A Hitler siempre le importó más el efecto de "muleta psicológica" que para los civiles tenía el hecho de tener en sus manos la artillería antiaérea, que la ineficacia de esas armas. Si las fuerzas aéreas aliadas hubiesen lanzado en esa época un ataque a gran escala sobre la región alemana del Ruhr, la Luftwaffe no podría haber hecho nada efectivo para evitarlo. Cada Luftgaukommando tenía asignados sus propios objetivos, pero en 1939 carecían de un sistema de control aire-tierra eficaz. Sin embargo, la debilidad de la ofensiva aérea aliada no supuso un peligro significativo para Alemania.
El 21 de septiembre de 1939, Hans Jeschonnek, Jefe del Estado Mayor de la Luftwaffe, definió la función de las fuerzas de cazas diurnos en la defensa del territorio alemán. Las unidades de caza destinadas específicamente a la defensa se mantendrían bajo las órdenes de los mandos locales de defensa aérea. Sin embargo, todas las demás unidades de cazas estarían bajo el mando de las Luftflotte (Flotas aéreas), y se encargarían de defender el territorio alemán de tal forma que esta tarea estaría "directamente vinculada con el concepto estratégico de guerra aérea". En otras palabras, la fuerza de cazas de la Luftwaffe se desplegaría en las límites exteriores del territorio y actuarían simultáneamente como una fuerza ofensiva y defensiva, alternando entre las misiones propias del mantenimiento de la superioridad aérea y las necesarias para impedir que el enemigo infligiese daños en el territorio del Reich.
Este tipo de estrategia funcionó bien en las zonas del frente, pero pronto se hizo evidente que la falta de formación, de experiencia en el uso combinado de las diferentes armas y de coordinación entre las Fliegerdivisions (Divisiones aéreas) y la Flak (antiaéreos) cuando se estaban realizando operaciones de defensa aérea estratégica, daba como resultado que la eficacia de tal defensa fuese sumamente escasa. El éxito de las campañas terrestres alemanas durante los años 1939 y 1940 y la debilidad de la ofensiva aérea de los Aliados, supuso que no se probasen con garantías las subdesarrolladas defensas aéreas de la Luftwaffe.

### Planificación de la defensa aérea
El fracaso de la Luftwaffe para proteger Berlín de una serie de ataques en pequeña escala realizados por el Mando de Bombardeo de la RAF durante la Batalla de Inglaterra, llevó a los alemanes a diseñar un programa para la construcción de un sólido sistema de defensa aérea. En la práctica se creó una Luftflotte que protegería toda Alemania y Europa Central. El Reichsmarschall Hermann Göring ordenó al teniente general Hubert Weise, que había mandado la I. Flakkorps (1.º Cuerpo de Artillería Antiaérea) con éxito durante la Batalla de Francia, que formase el Luftgaukommando III el 27 de septiembre de 1940. Este comando, originalmente estaba destinado a proteger Berlín, pero fue creciendo hasta abarcar toda la defensa aérea, llegando por el sur hasta Dresde. Weise formó el Luftwaffenbefehlshaber Mitte (Comando Central de las Fuerzas Aéreas - Lw BFH Mitte) el 24 de marzo de 1941. Weise también creó la Nachtjagddivision (División de la Caza Nocturna) bajo el mando del general Josef Kammhuber para luchar contra las operaciones que realizaba por la noche el Mando de Bombardeo de la RAF.
Sin embargo, la defensa del sur de Alemania fue responsabilidad de la Luftflotte 3 de Hugo Sperrle. Esto causó problemas de coordinación dada la competencia que surgió entre ambas fuerzas. Erhard Milch instó a Göring a unir todas las fuerzas de cazas bajo un solo mando, al igual que había hecho Gran Bretaña con el Mando de Caza de la RAF durante la Batalla de Inglaterra. Göring se negó. Hasta que la Luftlotte 3 fue prácticamente destruida en la campaña de Normandía en agosto de 1944, la defensa aérea del Reich permaneció dividida entre comandantes rivales.
La mayoría de las batallas libradas por la Luftwaffe en el Frente Occidental fueron contra las incursiones fronterizas de la RAF y contra los ocasionales ataques británicos a la luz del día dentro del espacio aéreo de Alemania. Esta fue la estrategia de la Luftwaffe, centrar su atención en un solo frente, pero comenzó a desmoronarse a raíz del inicio de la Operación Barbarroja, la invasión de la Unión Soviética. La estrategia “periférica” de la Luftwaffe durante los años 1939 y 1940, consistió en desplegar sus cazas en los bordes del territorio ocupado, dejando las aéreas del interior más profundo con escasas defensas. Además, la primera línea de defensa en el Frente del Oeste adolecía de aviones escasos y con pobre rendimiento. Las unidades de caza se quejaron de la falta de capacidades de combate en todo tiempo de los aviones Zerstörer (destructor, avión de caza diurna bimotor) y de la "falta de poder de ascensión del caza Bf 109". La mejora técnica de los aviones de la Luftwaffe no progresaba, tan solo un nuevo tipo de avión se incorporó al arsenal alemán, el caza Focke-Wulf Fw 190. 
El Generalfeldmarschall Erhard Milch pidió a Ernst Udet que incrementase la producción e introducción de nuevos tipos de cazas más modernos. No obstante, en una reunión del Consejo Industrial del Reich el 18 de septiembre de 1941, quedó claro que la nueva generación de aviones no había podido materializarse, y por tanto se veían obligados a seguir produciendo y utilizando los viejos y obsoletos tipos de aviones en activo en ese momento.
En 1941, los cazas Focke Wulf Fw 190 comenzaron a sustituir en parte a los Bf 109 E/F como el principal tipo de caza de la Luftwaffe. El '‘‘Fw 190’’ demostró ser más maniobrable y estar mejor armado, sin embargo su rendimiento por encima de los 6.000 metros se veía reducido en comparación a los últimos modelos del Bf 109. Los Bf 109G y K sí podían igualar a los cazas aliados en rendimiento a mayor altitud. El Cuartel General de la Luftwaffe decidió mantener la producción, tanto del '‘‘Fw 190’’ como la del ‘‘Bf 109’’. En etapas posteriores de la campaña, los '‘‘Fw 190’’ fueron equipados con armamento pesado, haciendo que su rendimiento a gran altura disminuyese aún más. Por este motivo, el '‘‘Fw 190’’ sería utilizado para atacar a los bombarderos, mientras que el ‘‘Bf 109’’, el que tenía mejor rendimiento de los dos a gran altura, se iba a encargar de enfrentarse a los cazas de escolta aliados.
A pesar de estos fracasos, la RAF no estaba en condiciones de desafiar a la Luftwaffe todavía. El principal caza de los británicos, el Supermarine Spitfire, no tenía alcance suficiente como para escoltar a los bombarderos hasta su objetivo en las misiones que profundizaban en territorio enemigo y además el Mando de Bombardeo de la RAF carecía de un bombardero cuatrimotor pesado capaz de infligir daños significativos a los objetivos alemanes. El mínimo daño causado por la RAF en las incursiones que realizó, fue acompañado por graves pérdidas de sus bombarderos, infligidas por las numéricamente inferiores fuerzas de cazas de Luftwaffe en la zona del canal de la Mancha.

## La USAAF se une a la batalla (1942)

### El nuevo enemigo

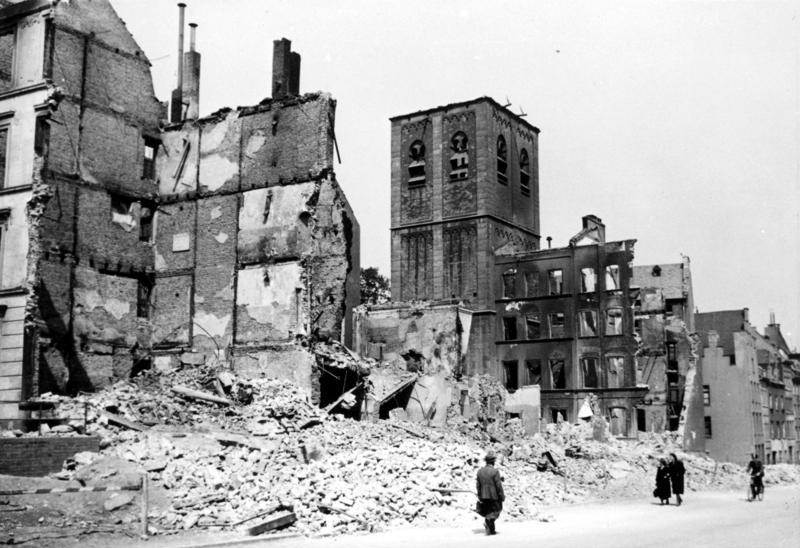
Destrucción de Colonia después del ataque del 9 de junio de 1942.

La entrada de los Estados Unidos de América en la Segunda Guerra Mundial el 11 de diciembre de 1941, causó un profundo impacto en el Cuartel General de la Luftwaffe (OKL). Durante los primeros doce meses de la intervención norteamericana, la esperada ofensiva total contra los objetivos alemanes no tuvo lugar. Sin embargo, a finales de 1942, la Luftwaffe se vio obligada a dar de sí todo lo que podía en el Frente Oriental, donde su formación más poderosa, la Luftflotte 4 se vio empeñada en la decisiva lucha por Stalingrado. En el norte de África, la Luftwaffe iba perdiendo la superioridad aérea frente a la RAF, que a su vez iba incrementando las incursiones con cazas sobre Francia y la campaña de bombardeos nocturnos de las ciudades alemanas. En mayo de 1942, los bombardeos de Colonia dieron a la RAF su primer éxito. A pesar de ello, a la defensa del espacio aéreo alemán se le dio baja prioridad mientras el Reich se veía implicado en muchos frentes de guerra.
El 16 de mayo de 1942, en una conferencia, Hermann Göring hizo una extraña observación. Señaló que si las formaciones de bombarderos enemigas comenzaban a penetrar en Alemania superando la defensa de cazas de la costa del Canal, no había "nada en Alemania para oponerse a ellos". Sin embargo, la ausencia de ataques en masa por parte de las unidades de bombardeo de la USAAF que iban llegando a Europa, y el fracaso de los bombardeos diurnos de la RAF, hizo que pocos altos jefes se preocupasen por el desarrollo de esa defensa de la que carecían.
Las dos grandes formaciones que tenía la USAAF en el "Teatro de Operaciones Europeo" (ETO) eran la "Octava Fuerza Aérea" (8FA) y la "15ª Fuerza Aérea" (15FA). Las formaciones norteamericanas estaban equipadas con bombarderos pesados B-17 Flying Fortress y B-24 Liberator. El "B-24" tenía una velocidad superior, mayor alcance y mayor capacidad para cargar de bombas que el "B-17", pero no podía mantenerse en formación por encima de los 6.400 metros, lo que le hacía más vulnerable a la artillería antiaérea ("Flak") y a los cazas. En 1942, el alto mando estadounidense no veía la necesidad disponer de un caza de largo alcance, y al igual que el "Mando de Bombardeo de la RAF" al principio de la guerra, estaban convencidos de que los bombarderos siempre pasarían. Con tal convencimiento no había prisa para desarrollar aviones de caza de ese tipo. El caza de tipo medio P-38 Lightning, que había sido diseñado como interceptor, fue adaptado para misiones de escolta. Sin embargo, la producción de este caza aún no había alcanzado el nivel necesario, y adicionalmente las pérdidas del mismo en el Mediterráneo desviaron hacia allí gran cantidad de unidades del P-38. Como solución provisional, los británicos entregaron cazas "Spitfire" a los estadounidenses, pero esos cazas tenían tan poco alcance que no podían llegar más allá de las zonas costeras de Europa Occidental.
Adolf Galland, capitán y as de la Luftwaffe, describe aquí el ataque contra un Boeing B17 peleón:
«Estaba a doscientas yardas (182.88 metros) por su cola. El B17 disparó e intentó una acción evasiva desesperada. Lo único que existía en todo el mundo éramos este bombardero americano, luchando por su vida, y yo. A medida que mis cañones llameaban, salían volando piezas de metal, se filtraba humo de los motores y dejaron caer toda su carga de bombas. Uno de los depósitos de las alas estaba en llamas. La tripulación saltaba en paracaídas. Se oyó la voz de Trauloft en la radio: "¡Achtung!(Alarma), Adolf!¡Mustangs!¡Me largo!¡Armas encasquilladas!" Y entonces, con las primeras ráfagas provenientes de los Mustangs, me calmé. No cabía error alguno sobre el B17; Estaba acabado, pero yo no. Simplemente huí.»

### Calibrando al enemigo
El alto mando alemán minusvaloró a la aviación norteamericana. Göring aseguró a Hitler que el B-17 no servía para luchar y que los norteamericanos solo sabían construir frigoríficos. Este estado de opinión era penoso teniendo en cuenta la información de la que disponían, proporcionada por el espionaje alemán en Washington antes del inicio de las hostilidades, y que incluía detallados informes sobre el rendimiento y el potencial de los aviones norteamericanos. El Generaloberst Hans Jeschonnek quedó impresionado al leer esos informes y se los envió a Hitler y a Göring para subrayar la amenaza que representaba la USAAF. Se preocupó por plantear la necesidad de iniciar el diseño y la producción en masa de nuevos cazas y que debía dársele prioridad inmediata. Hitler, de acuerdo con Göring, hizo caso omiso de los planteamientos de Jeschonnek. Este le escribió al general Friedrich von Boetticher (que había sido agregado militar alemán en Washington): 

Boetticher, estamos perdidos. Desde hace años y sobre la base de sus informes, vengo mandando a Göring y a Hitler peticiones para expandir la Luftwaffe, pero no me han contestado. Ahora no disponemos de defensa aérea y eso que yo pedí lo que se necesitaba ... ya no tenemos tiempo ... para dotarnos con las armas necesarias para enfrentar la terrible amenaza de la que nos ha venido usted informando. El aire se llenará de enemigos que paralizarán las fuerzas que tenemos para resistir.

Jeschonnek carecía de personalidad para hacer ver la realidad a sus superiores. Al final, incapaz de hacerse valer, el optimismo oficial ganó la partida.

### Objetivos estratégicos de los Estados Unidos
Norteamérica optó por una estrategia distinta a la de la RAF. La moral de los civiles alemanes no fue uno de los objetivos primordiales de la USAAF. Los servicios de inteligencia norteamericanos creían que los ataques aéreos contra objetivos económicos, tales como las fuentes de energía eléctrica y la industria, podrían hacer que se alcanzasen los resultados buscados por la RAF y sin necesidad de recurrir a lo que consideraban «bombardeos indiscriminados de la población civil». Según la inteligencia estadounidense, a finales de 1941, la Wehrmacht alemana y las industrias que le daban soporte se habían dispersado de tal modo que determinados objetivos eran especialmente sensibles a los ataques. A resultas de esto, la gasolina, el petróleo y el caucho sintético fueron añadidos por los norteamericanos a su "Plan de Guerra Aérea Nº 42". Estos objetivos se convirtieron en prioritarios para la fuerza aérea norteamericana debido a la creencia errónea de que esos tres objetivos eran el principal sostén de la Wehrmacht. En 1942 y 1943 las bases de los U-Boot se añadieron a la lista de objetivos estratégicos debido a la creciente amenaza de los mismos en la Batalla del Atlántico en ese momento. Sin embargo, la diferencia más importante entre la estrategia norteamericana y la británica fue el énfasis puesto por los estadounidenses en destruir la Luftwaffe. Los británicos opinaban sin embargo que eso se lograría paralizando la economía alemana.

## La Luftwaffe toma la delantera (1942-1943)

### La guerra aérea diurna

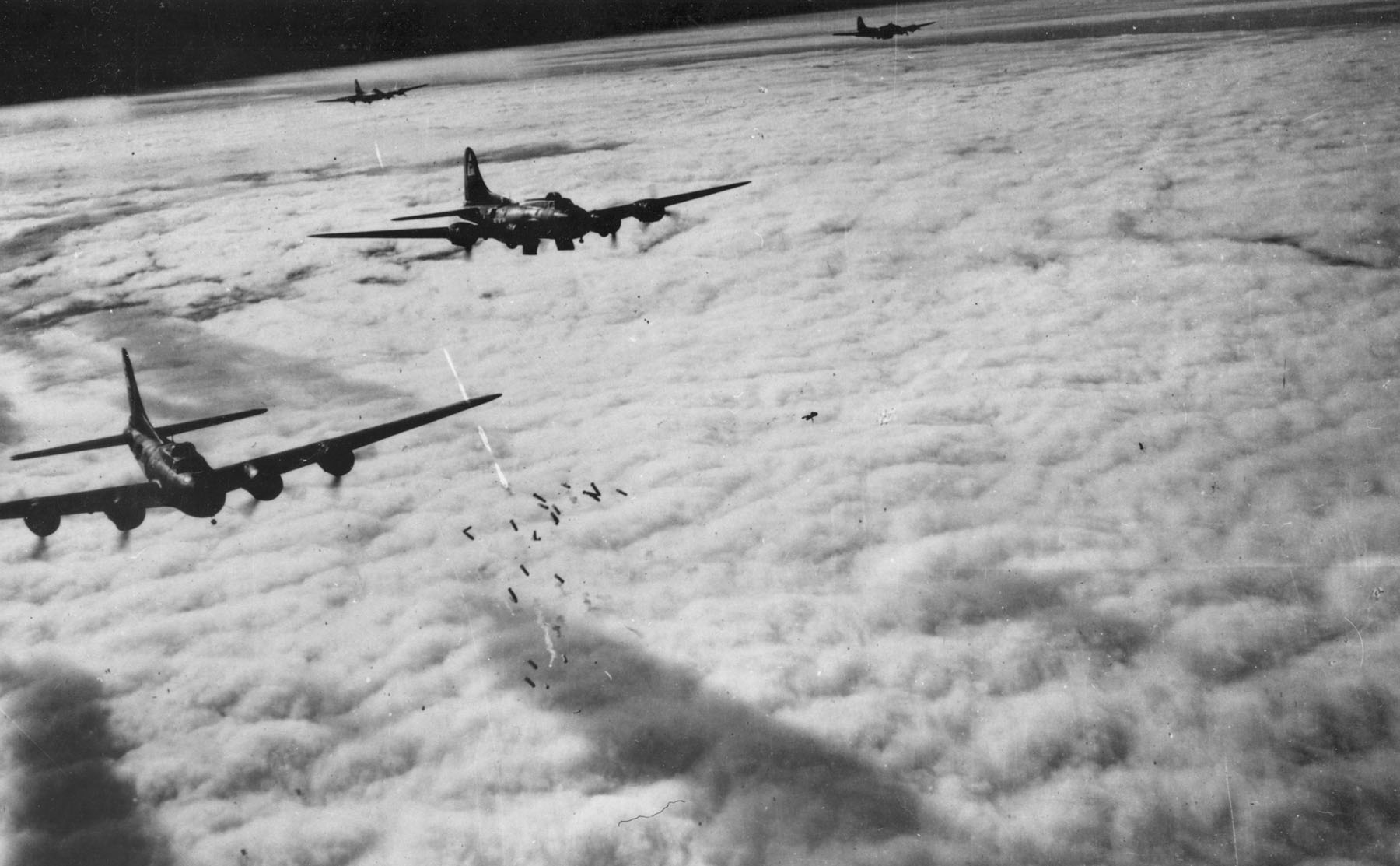
Boeing B-17F bombardeando a través de las nubes. Bremen, Alemania, 13 de noviembre de 1943.

El proceso de incorporación de los norteamericanos al Teatro de Operaciones Europeo fue lento. Había pasado más de un año desde la declaración de guerra que Adolf Hitler hizo a los Estados Unidos cuando se llevó a cabo el primer ataque aéreo de la USAAF contra Alemania. Pequeñas formaciones de B-17 habían operado en Francia y en los Países Bajos durante 1942, pero al igual que ocurrió con las misiones de la RAF en 1940 y 1941, la USAAF logró escasos resultados. La primera incursión de envergadura se realizó contra Wilhelmshaven el 27 de enero de 1943. La defensa aérea alemana en ese momento estaba conformada por los cazas del Lw Bfh Mitte (Comando Central) encargados de la protección de los Países Bajos y Alemania y la Luftflotte 3 protegiendo Bélgica y Francia. El Luftwaffen-Mitte Befehlshaber contaba tan solo con cuatro Gruppen (Grupos) del Jagdgeschwader 1 (Ala de caza 1) a principios de 1943, su área de despliegue abarcaba la costa del mar del Norte. Su fuerza consistía en 40 Bf 109 S (27 disponibles) y 139 Fw 190s (119 disponibles).
Las unidades de caza de la Luftflotte 3 se vieron desbordadas por la multiplicidad de misiones que tenían encargadas, entre ellas el dar cobertura de los submarinos U-Boot, la protección de las regiones costeras de ataques aéreos, y la preparación de una renovada ofensiva de bombardeo sobre Gran Bretaña. La unidad de cazas principal de la Luftflotte 3 era el JG 2. El 2 de enero llegó en su apoyo el JG 27, además de otras unidades que se vieron comprometidas como el JG 53 y el JG 26. A pesar de la situación, ni Hitler ni Göring llegaron a convencerse de la necesidad de ampliar el arma de caza a expensas del arma de bombarderos, se optó en cambio por detraer los refuerzos que se precisaban de otros teatros de operaciones.

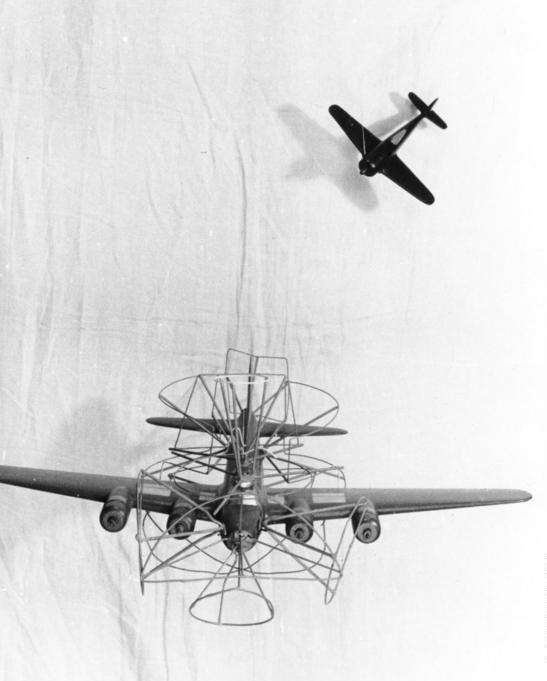
Material para la instrucción de los pilotos de caza alemanes.

Los altos mandos de la Luftwaffe continuaron presionando para lanzar la producción de rápidos bombarderos medianos como el Junkers Ju 188 y el Junkers Ju 288, y del único bombardero pesado que Alemania había diseñado, el Heinkel He 177. Se prestó poca atención a los nuevos tipos de aviones de caza. En una conferencia con sus mandos superiores, incluyendo a Jeschonnek y a Milch, que se celebró el 22 de febrero de 1943, Goring se negó a aceptar que los estadounidenses tuviesen aviones de caza de relevancia. Los P-47 Thunderbolt que aparecieron en los cielos del Reich fueron considerados inferiores a los cazas alemanes. El 18 de marzo de 1943, Goring se echó atrás de sus anteriores afirmaciones, quejándose ahora de que sus diseñadores le habían fallado. Afirmó que el ‘‘Bf 109’’ estaba ya llegando al final de su vida útil de servicio y no había ningún sustituto en el horizonte. Milch y Albert Speer, el recién nombrado ministro de armamentos, no podían hacer mucho para desarrollar los nuevos cazas ya que la capacidad industrial alemana estaba dirigida a aumentar la producción de los tipos existentes en respuesta a la creciente intensidad de la ofensiva aliada. El desarrollo de los nuevos cazas, como el Ta 152, el Dornier Do 335 y el Messerschmitt Me 262 se retrasó. En las batallas aéreas de 1943 y 1944 se luchó con los antiguos tipos de cazas, el Messerschmitt Bf 110, el ‘‘Bf 109’’, '‘‘Fw 190’’ y el Ju 88.
Los cazas P-47 y Spitfire operados por la 8.ª Fuerza Aérea, no tenían alcance suficiente para escoltar en profundidad sobre el territorio enemigo a los bombarderos de la USAAF. Sin embargo, se ordenó a la Jagdwaffe (arma de caza) que atacase a los bombarderos norteamericanos incluso si llevaban escolta. El ‘‘Bf 109’’ se utilizó para compensar las limitadas prestaciones del '‘‘Fw 190’’ a gran altura. Las unidades de ‘‘Bf 109’’ recibieron la orden enfrentarse a los cazas de escolta mientras los '‘‘Fw 190’’ atacaban las formaciones de bombarderos. El caza P-47 tenía una potencia de fuego excelente y en las primeras batallas, junto con el Spitfire, se comportó como un caza de escolta de corto alcance eficaz. Como resultado de eso, la orden de enfrentarse a los bombarderos bajo cualquier circunstancia fue revocada y se prohibió a los cazas alemanes atacar las formaciones de bombarderos aliados mientras tuviesen escolta de cazas. Después de la conclusión de la Campaña en África del Norte, en mayo de 1943, se dio prioridad para reforzarse a la 8.ª Fuerza Aérea. Desde mediados de 1943 la fuerza aérea norteamericana comenzó a crecer rápidamente.

### La buena racha de los defensores
La eficacia y capacidad de defensa del arma de caza alemana alcanzó su punto máximo durante 1943. El hecho de que los bombarderos de la USAAF no llevasen escolta de cazas de largo alcance para cubrirles en sus incursiones sobre Alemania, supuso graves pérdidas para los norteamericanos. Los alemanes ponían en el aire cazas cada vez mejor armados y más capacitados para hacer frente a los bombarderos pesados estadounidenses. El Bf 109G-6 estaba equipado con el cañón automático de 30 mm MK 108 y ametralladoras pesadas MG 151 de 20 mm bajo las alas. El '‘‘Fw 190’’ fue equipado con armamento aún más contundente, el mismo con el que se dotó a los cazas pesados adaptados al combate diurno Bf 110 y Me 410 Hornisse y consistente en la versión aire-aire del Nebelwerfer, un lanzador de cohetes no guiados denominado Werfer-Granate 21. 
Los resultados de estas mejoras en el armamento de los cazas alemanes fueron devastadores para los bombarderos de la USAAF. A pesar de las órdenes del OKL, los cazas alemanes esperaban en el aire a que los cazas de escolta norteamericanos se retiraran por falta de combustible y se enfrentaban a ellos en ese momento. La batalla aérea más grande hasta el momento, entre la Luftwaffe y la USAAF, tuvo lugar el 29 de julio de 1943 durante la "Blitz Week" , una intensa serie de ataques perpetrados por la 8º Fuerza Aérea de los EE. UU. El resultado fue de 27 cazas alemanes derribados, 13 dañados, 14 pilotos muertos y 12 heridos. La USAAF perdió solo siete P-47.
Durante esta “marea alta”, la Luftwaffe logró varias victorias sobre la USAAF. La incursión sobre Schweinfurt-Regensburg del 17 de agosto de 1943 no ocasionó muchos daños a las fábricas atacadas, la formación de 230 bombarderos B-17 fue interceptada por unos 300 cazas de la Luftwaffe, algunos de los cuales llevaban, por primera vez bajo sus alas, el lanzador de cohetes aire-aire no guiados Werfer Granate-21. 36 aviones estadounidenses fueron derribados, perdiendo unos 200 tripulantes, lo que junto a la incursión realizada, algo antes, ese mismo día contra Ratisbona, supuso para los norteamericanos la pérdida en un solo día de un total de 60 B-17. Las pérdidas de la Luftwaffe ascendieron a 40 aviones de caza.
Un segundo intento por parte de la USAAF fue la incursión del 14 de octubre de 1943, numerada "Misión 115" y conocida más tarde como "Jueves Negro". De los 291 B-17 que participaron, 59 fueron derribados sobre Alemania, uno cayó en el canal de la Mancha, cinco se estrellaron en Inglaterra, y 12 más quedaron permanentemente fuera de servicio por los daños recibidos en la batalla o en el aterrizaje, las pérdidas totales fueron de 77 B-17. Otros 122 bombarderos fueron dañados en algún grado, requiriendo reparaciones antes de volver a volar. De los 2 900 hombres de las tripulaciones que participaron, alrededor de 650 no regresaron, aunque algunos sobrevivieron y fueron hechos prisioneros. Cinco fueron asesinados, 43 regresaron heridos a su base y 594 fueron dados como desaparecidos en combate. Solo 33 bombarderos aterrizaron sin ningún daño. Los alemanes perdieron 38 de sus cazas.
La táctica de los cazas alemanes es una de las principales razones que explican lo sucedido y el éxito obtenido por las defensas germanas. Los B-17 fabricados hasta ese momento carecían de una torreta con ametralladoras en el morro del bombardero, algo que se probó por primera vez en el YB-40 Flying Fortress y que se implementó en los posteriores modelos B-17F, y más tarde en el B -17G. La falta de armamento defensivo en el morro, indujo a los pilotos de los cazas alemanes a atacar de frente a los bombarderos, demostrando que esa táctica daba muy buenos resultados hasta que se introdujo el modelo B-17G en 1944, que como se ha dicho ya iba artillado frontalmente. El resultado de la derrota fue que la USAAF no volvió a realizar incursiones en profundidad sobre Alemania hasta la llamada Semana grande (Big week) en febrero de 1944, cuando dispusieron de un caza de largo alcance que podía acompañar a los bombarderos durante todo el trayecto de ida y vuelta al objetivo.
El general Ira C. Eaker ordenó, en octubre de 1943, que toda la producción de cazas P-38 y del nuevo P-51 Mustang debía entregarse a las unidades de la USAAF en el Teatro de Guerra Europeo. Se hizo un movimiento estratégico para reforzar la Octava Fuerza Aérea; tras los desembarcos aliados de septiembre de 1943 en Italia, se estacionó allí la 15ª Fuerza Aérea, cuyas unidades no estuvieron desplegadas hasta noviembre de 1943. Este movimiento significaba un potencial desastre para la Luftwaffe ya que el Reich podría ser atacado desde dos direcciones. Los campos petrolíferos rumanos quedaban expuestos a los ataques de los bombarderos con base en Italia, al igual que los objetivos ubicados en Grecia, Yugoslavia, Austria y el sur de Alemania.
La presión sobre la Luftwaffe se incrementó aún más con la introducción masiva, en los cazas norteamericanos, de los depósitos de gasolina desechables o desprendibles. Con estos depósitos adicionales colgando bajo el fuselaje, cazas como el P-47 Thunderbolt podían llegar tan lejos como Fráncfort del Meno, mientras que el P-38 Lightning podía alcanzar la frontera con Checoslovaquia. En marzo de 1944, la introducción de los P-51 Mustang en la 8.ª Fuerza Aérea, les permitió disponer de cazas de escolta capaces de acompañar a los bombarderos desde Inglaterra a Praga y regreso.

### Guerra aérea nocturna

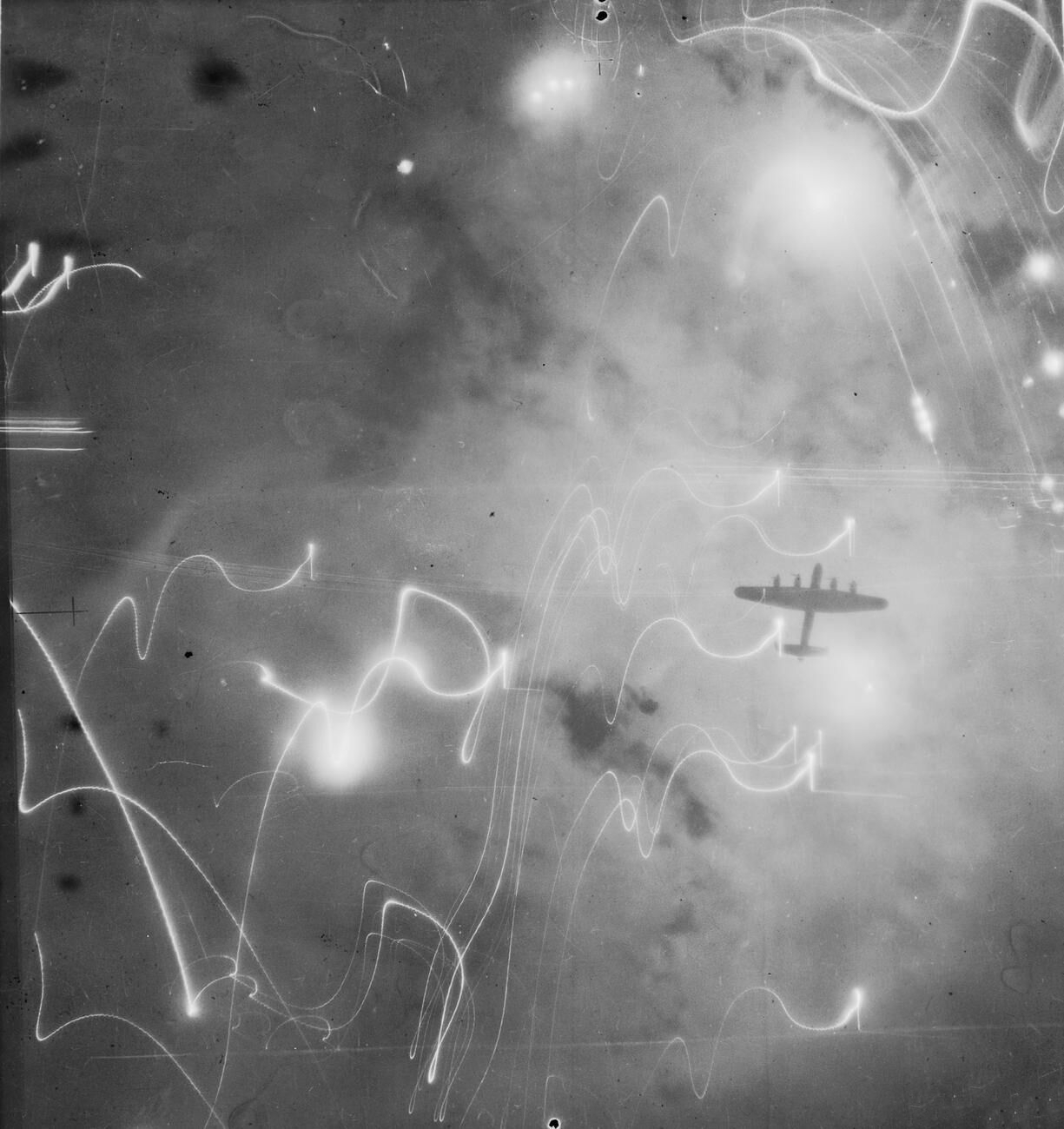
Un Avro Lancaster del Grupo N.º 1 de la RAF sobre Hamburgo en la noche del 30 al 31 de enero de 1943.

El Mando de Bombardeo de la RAF había estado atacando objetivos alemanes desde 1940, pero hasta 1942 no dispuso de un bombardero pesado cuatrimotor como el Avro Lancaster capaz de llevar una gran cantidad de bombas hasta Alemania. Hasta 1942, los bombarderos de la RAF carecieron de la ayuda de los aviones Pathfinder (señalizadores), que con sus equipos de ayuda a la navegación localizaban los objetivos, los señalizaban y permitían un bombardeo más preciso y efectivo. Las mismas limitaciones que afligieron al Mando de Bombardeo las tenían los cazas nocturnos alemanes que carecían de medios para localizar las formaciones de bombarderos atacantes. Hermann Goring admitió que la falta de cazas nocturnos era una patente debilidad de la Luftwaffe. El Messerschmitt Bf 110, que había resultado ser un fracaso como caza diurno, fue elegido para conducir la defensa de los cielos de Alemania durante las horas de oscuridad. Tenía una buena velocidad y una excelente potencia de fuego, era el destructor de bombarderos ideal. En octubre de 1940, el general Josef Kammhuber fue nombrado "General de la caza nocturna", encomendándosele la tarea de coordinar la defensa aérea nocturna. En el invierno de 1940-1941 aumentó el número de reflectores y de localizadores por sonido a lo largo de la costa de Alemania y de los Países Bajos, hasta que estuviesen disponibles equipos más sofisticados. Los cazas alemanes comenzaron a patrullar esa línea para interceptar a los bombarderos. Kammhuber pidió permiso a Hitler para realizar operaciones nocturnas ofensivas, pero se lo denegó. Kammhuber había sugerido que sus cazas nocturnos merodearan sobre las bases de los bombarderos en Gran Bretaña y les atacasen cuando despegaran. Hitler se negó argumentando que el pueblo alemán necesitaba ver cómo eran derribados los bombarderos británicos sobre suelo alemán para que estuviesen convencidos de que se les estaba defendiendo. Después de octubre de 1943, la Luftwaffe detuvo su miniofensiva aérea sobre Gran Bretaña, esta decisión de Hitler alivió al Mando de Bombardeo de Harris, pues esos merodeadores alemanes que incursionaban por los cielos británicos durante la noche, antes de la prohibición de Hitler, fueron los que causaron la mayor parte de las pérdidas de bombarderos británicos.

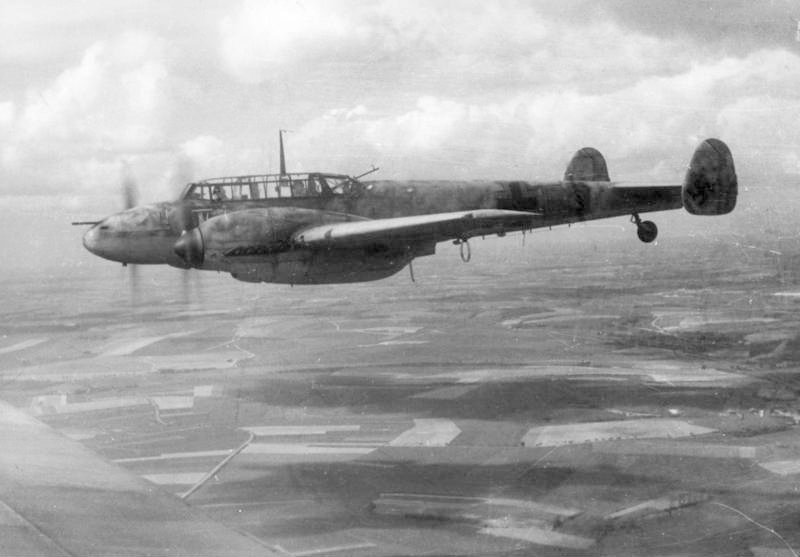
Un caza nocturno Messerschmitt Bf 110G.

Como consecuencia de esa decisión, Kammhuber construyó lo que se llamó la Línea Kammhuber, un sistema de defensa aérea basado en el radar Würzburg y en el Freya. La estructura inicial de la línea consistía en una serie de estaciones de radar ubicadas en zonas yuxtapuestas y cuya cobertura se superponía. Esas zonas estaban dispuestas de tres en fondo desde Dinamarca hasta el centro de Francia. Cada radar configuraba una celda de unos 32 kilómetros de largo (norte-sur) y de 20 km de ancho (este-oeste). Cada una de las celdas, llamadas Himmelbett, disponía de un centro de control, un radar Freya con un alcance de unos 100 km, los llamados “reflectores maestros” que estaban controlados por radar y un número variable de reflectores controlados manualmente. Cada celda tenía asignado un caza nocturno principal y otro de reserva. Generalmente estos cazas eran Dornier Do 17, Junkers Ju 88 o Messerschmitt Bf 110. 
Los bombarderos de la RAF que volaban hacia Alemania o Francia tenían que cruzar la línea en algún punto, siendo detectados por los operadores del radar Freya e iluminados por los reflectores maestros. Una vez ocurría esto, los reflectores manuales iluminaban el bombardero, un operador de tierra dirigía al caza nocturno, cuya posición controlaba con el radar de corto alcance Würzburg, hasta las proximidades del bombardero, que era localizado por el piloto visualmente. Sin embargo, la exigencia por parte de las autoridades locales de reflectores para las ciudades, hizo que fuesen retirados de la Línea Kammhuber. Cuando el radar aerotransportado Lichtenstein fue instalado en los cazas nocturnos alemanes, estos ya fueron capaces de orientarse y dirigirse a los bombarderos a ciegas.
En febrero de 1942, el ejército británico realizó una incursión en la Francia ocupada, llamada Operación Biting, y capturó uno de esos radares de control de tierra. Fue llevado a Gran Bretaña y la información conseguida permitió elaborar nuevas tácticas para las oleadas de bombarderos. Si una fuerza numerosa de bombarderos atravesaba por un mismo sector, el único caza de esa celda quedaba desbordado. A pesar de ello, las pérdidas sufridas en 1943 por los bombarderos británicos fueron muy graves.
El Mando de Bombardeo tuvo pocos éxitos durante esta época. El bombardeo de Colonia en mayo de 1942, la batalla del Ruhr y el bombardeo de Hamburgo fueron las excepciones en lo que fue una costosa batalla de desgaste. La batalla del Ruhr le costó a la RAF 923 bombarderos y perdieron otros 813 más en Hamburgo. El año culminó con la batalla de Berlín, que terminó en derrota total para la RAF y le costó al Mando de Bombardeo 1.128 bombarderos y estuvo a punto de quedar deshecho. El mensaje le quedó claro al Comandante en Jefe, el Mariscal de la Real Fuerza Aérea Arthur Harris, el Mando de Bombardeo necesitaba protección. Al igual que le pasaba a los bombarderos de la 8.ª y 15.ª Fuerza Aérea de la USAAF, para que la campaña de bombardeo fuese eficaz se necesitaban cazas nocturnos de protección. La Luftwaffe también sufría, se veía obligada a luchar contra la amenaza aunque eso le llevase al agotamiento del personal y del material. Aunque sus pérdidas fuesen menores que las de los británicos, las tripulaciones también sufrieron por el mal tiempo, la falta de destreza y una alta tasa de accidentes debido a los vuelos nocturnos. En los tres primeros meses de 1944 perdió el 15% de sus tripulaciones. La contribución del Mando de Bombardeo de la RAF al esfuerzo de guerra aliado sigue estando en entredicho. A finales de 1943 los jerarcas nazis temían que pudiese ocurrir un colapso moral de la población e incluso desatarse un conflicto civil. El ministro de propaganda del Tercer Reich Joseph Goebbels denunció los ataques aéreos como auténticos "atentados terroristas" y pidió a la gente que se manifestase en un intento por mejorar la moral. Albert Speer escribió en su diario que el pueblo demostró a Goebbels que sus temores eran infundados. La moral de los alemanes no decaía, la RAF había fallado y seguiría fallando en sus esfuerzos por quebrar la moral de los alemanes.

## Cambia la marea (1944)

### Guerra diurna

#### Reorganización de la Luftwaffe

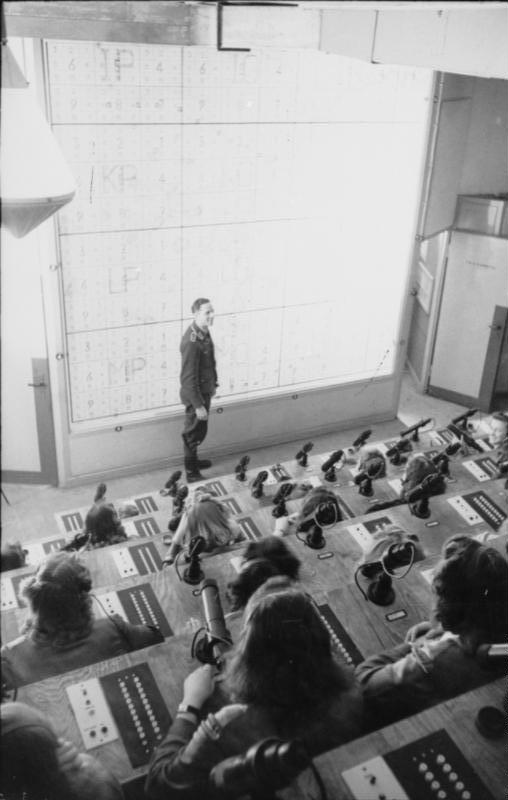
Cuartel General de la 4.ª División de la Flak, Duisburgo-Wolfsburgo.

La comprobación de que los cazas de la USAAF podían alcanzar zonas tan alejadas de Inglaterra como Bremen, preocupó mucho al RLV (Defensa Aérea del Reich). Se dio prioridad a la defensa de Alemania sobre el resto de territorios. El Generaloberst Wiese se reunió con el personal de Adolf Galland (general del arma de caza) en noviembre de 1943 para intentar dar con una solución a este problema. En ese momento, la 3. Jagddivision (3.ª División de Cazas) constituía la primera línea de defensa, protegiendo el espacio aéreo alemán desde las fronteras con Francia, Luxemburgo y Bélgica en el extremo oeste. La 1. Jagddivision protegía los Países Bajos y el noroeste de Alemania. La 2. Jagddivision estaba encargada de la defensa de Dinamarca y el centro-norte de Alemania, basada cerca de Hamburgo. La 4. Jagddivision defendía la región de Berlín y la 5. Jagddivision protegía el centro y sur de Alemania. El Oberst (coronel) Grabmann, de la 3. Jagddivision, propuso lo siguiente: 
- Todos los Gruppen (grupos) con cazas ‘‘Bf 109’’ deberían enfrentarse a los cazas de escolta de los EE. UU.
- Dos Gruppen deberían despegar antes de la intercepción de la principal fuerza enemiga para dispersar a la escolta de cazas.
- Los Gruppen dotados de '‘‘Fw 190’’, que estaban más fuertemente armados, se dirigirían directamente a atacar a las flotas de bombarderos cuando estas hubiesen sido "despojadas de sus escoltas".

Wiese emitió otras dos órdenes: 
- Los cazas pesados Zerstörer, Bf 110 y Ju 88, solo atacarían a los bombarderos si estos habían sido privados de su escolta de cazas, tal como se describe más arriba.
- A los Zerstörer se les autoriza atacar a los bombarderos si estos penetran más allá del alcance de su escolta de caza.[42]

En este momento, y para dejar constancia de la importancia de la defensa de Alemania, se cambió el nombre del Luftwaffenbefehlshaber Mitte por el de Luftflotte Reich. Wiese fue retirado del mando y Hans-Jürgen Stumpff, un piloto con más experiencia, fue designado como su comandante.

#### La reorganización de la USAAF
Al mismo tiempo, Henry H. Arnold emitió la siguiente orden a las Fuerzas Aéreas de la USAAF en Europa: 

Mi mensaje personal para vosotros, y esto es una necesidad, es destruir la fuerza aérea del enemigo dondequiera que los encontréis, en el aire, sobre el terreno y en las fábricas.

El general Eaker fue retirado de mando y al teniente general Carl Spaatz se le puso al frente de las Fuerzas Aéreas Estratégicas de la USAAF en el Teatro de Operaciones Europeo. James H. Doolittle fue puesto al mando de la 8.ª Fuerza Aérea y el 21 de enero ordenó que la fuerza de cazas alemana debía ser destruida como preludio al Día D, el desembarco aliado en Normandía. Para ello Doolittle había declarado que la Luftwaffe solo podía ser destruida por desgaste en la batalla. El general Eaker fue reasignado a otro puesto como Comandante en Jefe de las Fuerzas Aéreas Aliadas del Mediterráneo. Entre las grandes formaciones bajo su mando estaban la Duodécima Fuerza Aérea y la Decimoquinta Fuerza Aérea que operaban desde Italia.

#### La Semana Grande
Doolittle empezó su campaña para destruir a la Luftwaffe durante la llamada Big Week (Semana grande), del 20 al 25 de febrero de 1944, como parte de la campaña de bombardeo estratégico. La USAAF lanzó la Operación Argument, una serie de misiones contra objetivos alemanes que llegó a conocerse como "Semana Grande". Los planificadores norteamericanos intentaban atraer a la Luftwaffe a una batalla decisiva, lanzando para ello ataques masivos contra la industria aeronáutica alemana. Si los Aliados derrotaban a la Luftwaffe y lograban la superioridad aérea, la invasión de Europa podría realizarse. La campaña de bombardeo durante el día fue apoyada por el Mando de Bombardeo la RAF atacando los mismos objetivos por la noche. Arthur Harris se resistía a que las fuerzas de la RAF colaborasen porque no quería abandonar la ofensiva de bombardeos de área. El Jefe del Alto Mando de las fuerzas aéreas británicas, Charles Portal, le ordenó cumplir esa tarea. A su vez, el Mando de Cazas de la RAF se encargó de escoltar las formaciones de bombarderos de la USAAF.

P-51 Mustang en vuelo, verano de 1944. A diferencia del Spitfire, el P-51 podía escoltar a los bombarderos de la USAAF hasta sus objetivos y regresar. Con su intervención la Luftwaffe fue destruida en 1944-45.

El resultado fue de grandes pérdidas para ambas partes. La 15.ª Fuerza Aérea perdió 90 bombarderos, la Octava Fuerza Aérea perdió 157 bombarderos y el Mando de Bombardeo de la RAF otros 131. El potencial operacional de la Octava Fuerza Aérea se redujo del 75 al 54% y el de sus unidades de caza del 72 a 65%. La fuerza de defensa del Reich de la Luftwaffe (RLV) perdió 355 cazas, reduciéndose su potencial operacional al 50%. El RLV también perdió unos 100 valiosos pilotos de caza. Si bien Spaatz reivindicó una victoria en esa batalla, la producción alemana de cazas solo se vio mermada muy ligeramente. Sin embargo, la batalla de desgaste supuso que la Luftwaffe solo pudiese ir a peor al serle muy difícil recuperarse de sus pérdidas. Después de la Semana Grande, la superioridad aérea había pasado irrevocablemente al lado de los Aliados.
Uno de los acontecimientos más importantes de la "Semana Grande", fue la entrada en combate del P-51 Mustang. Estos cazas escoltaron a los bombarderos de la USAAF hasta el objetivo y en el regreso. Los Mustang superaban a cualquier caza alemán con motor de pistón y tenían la suficiente potencia de fuego como para destruirlos. El número de Mustang aumentó sin cesar de febrero de 1944 en adelante. En la segunda mitad de 1944, el modelo P-51D se contaba ya por millares. La fuerza de cazas alemana se desangró en una serie de combates con los cazas aliados lo que les impidió lograr su principal objetivo, derribar los bombarderos del enemigo.
Si bien los daños ocasionados por los bombardeos a la industria aeronáutica no fueron muy grandes, pues los Aliados solo consiguieron reducir esa producción en 200 aviones mensuales, los destrozos ocasionados a los medios de distribución de armamento alemanes fueron enormes. En el verano de 1943, la Flak disponía de 2 132 cañones antiaéreos protegiendo sus zonas industriales, en 1940 tan solo tenían 791 de esas armas. Estas armas podrían haber sido mejor utilizadas en el frente. Además se necesitaban 16 000 proyectiles de cañón de 88 mm para derribar un bombardero norteamericano.

#### Un desgaste insoportable
La Luftwaffe fue sometida a una enorme presión durante los meses de marzo y abril de 1944, las pérdidas de pilotos de caza se hicieron insoportables. Según un informe realizado por Adolf Galland, General der Jagdflieger (general del arma de caza), el 27 de abril de 1944, se habían perdido 500 aviones y 400 pilotos en las diez últimas operaciones. Galland dijo también que en los últimos cuatro meses, habían resultado muertos 1 000 pilotos de caza. También informó que, en número de cazas, el enemigo les superaba en una proporción de entre 6 y 8 a uno, y que el nivel de formación de los pilotos de caza de los Aliados era "sorprendentemente alto". Galland reconocía que la Luftwaffe estaba perdiendo la guerra de desgaste e insistía en que era preferible la calidad a la cantidad. En ese informe del 27 de abril declaró "En este momento prefiero un Me 262 a cinco ‘‘Bf 109’’, y es cierto que hasta ahora decía tres ‘‘Bf 109’’, pero la situación está cambiando."

#### Batalla de Normandía

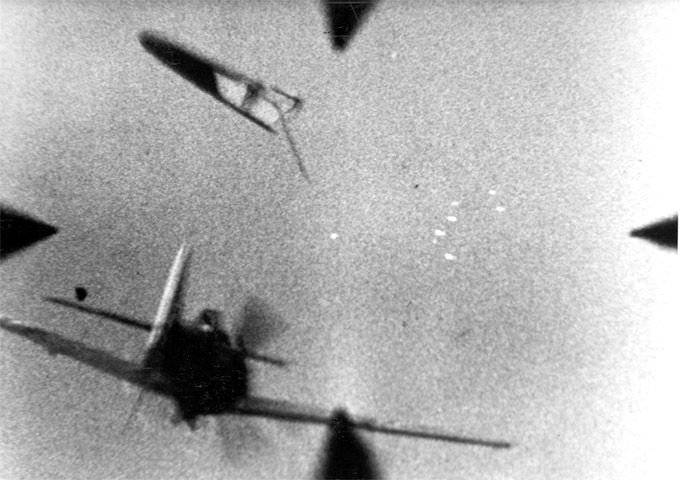
Un Focke-Wulf Fw 190A alemán derribado por un caza del XIX Mando Aéreo Táctico de la USAAF en 1944 o 1945.

La Luftwaffe también se implicó en la defensa de la Francia ocupada por los alemanes durante el desembarco de Normandía en junio de 1944. A pesar del mito popular de que solo Josef Priller y su compañero de ala atacaron a las fuerzas de desembarco aliadas el Día D en las playas, se realizaron más de 170 misiones de combate para apoyar las fuerzas terrestres alemanas. Eso fue una defensa simbólica frente al masivo esfuerzo de los Aliados, que realizaron unas 14 000 incursiones aéreas en Normandía el 6 de junio de 1944. En las 36 horas siguientes a la invasión, unos 200 ‘‘Bf 109’’ y '‘‘Fw 190’’ participaron en la batalla. Debido a la falta de aviones de ataque a tierra, la Luftwaffe se vio obligada a utilizar sus cazas para esa labor instalándoles bombas bajo el fuselaje. Debido al escaso entrenamiento de los pilotos de caza en las misiones de ataque a tierra, sufrieron grandes pérdidas. El constante cambio de prioridades por parte del Alto Mando de la Luftwaffe (OKL) hizo más difícil la labor de los cazas que operaban en el frente. Tras el fracaso en las misiones de ataque a tierra, se ordenó a los cazas alemanes que actuasen para mantener la superioridad aérea que era ahora el objetivo principal. Los cazas alemanes eran dramáticamente superados en número, lo que hizo que sus pérdidas se disparasen. En el período del 6 al 30 de junio, la caza alemana perdió 931 de sus aparatos en 13 829 misiones de combate. Las fuerzas aéreas de los Aliados realizaron unas 130 000 misiones en apoyo de la invasión. Se hicieron esfuerzos desesperados para estabilizar el número de cazas alemanes ante las terribles pérdidas sufridas, pero el envío a la batalla de pilotos novatos y poco entrenados, solo sirvió para aumentar aún más las pérdidas. En el momento de la derrota alemana en Normandía, en agosto de 1944, la mayoría de las unidades de caza habían quedado reducidas casi a la nada.

### Guerra nocturna

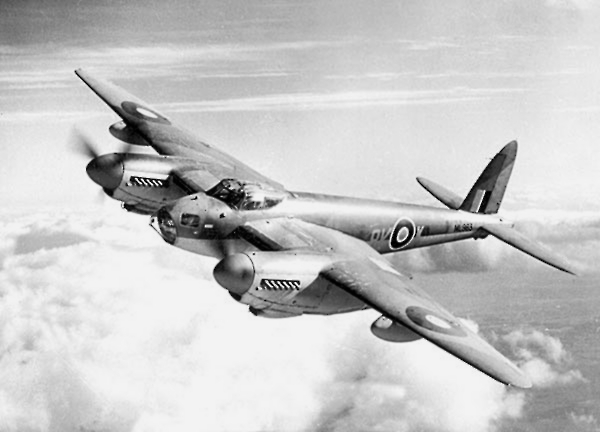
Mosquito B XVI, 1944. El Mosquito fue una seria amenaza para los cazas nocturnos alemanes.

Tanto Harris como Spaatz se opusieron al cambio de sus objetivos estratégicos para dar apoyo a la invasión de Normandía. Harris fue el que más se irritó con esa medida. La propuesta de los estadounidenses para unirse a la 8.ª y 15.ª Fuerzas Aéreas bajo las órdenes de un solo comandante, fue vista por los británicos como una amenaza a la independencia del Mando de Bombardeo. Sin embargo, a pesar de que el Mando de Bombardeo mantuvo su independencia en el plano operacional, Portal obligó a Harris a poner la fuerza de bombarderos estratégicos británicos a disposición de Dwight D. Eisenhower para apoyar la Operación Overlord desde sus fases preliminares. Eisenhower pidió un plan de bombardeo para destruir el transporte ferroviario en la Francia ocupada, atacando todas las estaciones de clasificación, nudos ferroviarios y el material rodante a disposición de los alemanes. Durante los meses de mayo y junio de 1944 la RAF y el Mando de Bombarderos Estratégicos de la USAAF llevaron a cabo la destrucción de esos objetivos. Unos 12 000 civiles franceses y belgas resultaron muertos en esos ataques. Si bien por la noche los cielos de Francia estaban tranquilos la mayor parte del tiempo, en ocasiones la Luftwaffe infligía a los Aliados numerosas bajas. En junio de 1944 se ordenó al Mando de Bombardeo atacar las industrias del petróleo en la cuenca del Ruhr. Los ataques produjeron grandes pérdidas haciendo que bajase mucho la moral de las tripulaciones. Los comandos aéreos sufrieron en esa etapa más víctimas que las fuerzas del Ejército británico en Normandía. El 11 de septiembre de 1944, el Comando Supremo Aliado devolvió el control del Mando de Bombardeo a Portal. 
En 1944 la introducción de los cazas nocturnos de Havilland Mosquito ocasionó graves problemas a la Nachtjagdgeschwader (ala de caza nocturna). El Mosquito tenía un rendimiento superior al de los cazas nocturnos alemanes. Se decía que a los pilotos alemanes se les acreditaban dos derribos cada vez que destruían un Mosquito. Sin embargo, si bien la intervención del Mosquito incrementó la tasa de pérdidas entre los cazas nocturnos alemanes, su impacto fue limitado. Las pérdidas de bombarderos de la RAF siguieron siendo elevadas durante el resto de la guerra.

## Campaña contra el petróleo (mayo-agosto de 1944)

### La estrategia de Spaatz
Los planificadores de la estrategia aliada vieron claro que el punto más débil de los alemanes era su suministro de petróleo. En 1938, los alemanes importaban las dos terceras partes del petróleo que consumían. Cuando la guerra se aproximaba, los alemanes recurrieron a la producción de petróleo sintético. IG Farben logró convertir el carbón en petróleo, y esta fue la fuente de suministro de casi todo el combustible utilizado por la Luftwaffe. El 23 de noviembre de 1940, con la firma del Pacto Tripartito y la incorporación de Rumanía y Hungría a la Alianza del Eje, Alemania tuvo acceso a valiosos pozos de petróleo.
La USAAF quería hacer del petróleo alemán un objetivo prioritario. A fines de la primavera de 1944, disponía ya de cazas de largo alcance para proteger a los bombarderos en los ataques contra los centros de producción de petróleo en Ploiești (Rumanía). En ese momento, a la USAAF se le planteó un conflicto de prioridades entre la ofensiva combinada de bombardeo y la operación Pointblank de apoyo táctico a las tropas aliadas en Normandía. Harris y Spaatz protestaron una vez más por utilizar las fuerzas de bombardeo estratégico que comandaban en tareas de apoyo táctico, cada uno con sus propios programas y metas. Harris quería continuar su política de bombardeo de área, Spaatz quería atacar las refinerías de petróleo. Ambos creían que sus estrategias paralizarían el esfuerzo de guerra alemán. Spaatz amenazó con renunciar si no le dejaban al menos una de las grandes unidades de bombarderos estratégicos para la campaña contra los objetivos petrolíferos. Argumentó que el bombardeo táctico de objetivos en Francia era inútil, ya que los centros ferroviarios podían ser inutilizados de otras maneras. Además quería provocar a la Luftwaffe para entrase masivamente en la batalla. Spaatz pensaba que atacando objetivos ferroviarios no se lograría ese objetivo, cosa que sí ocurriría atacando la industria petrolífera. Eisenhower cedió, y Spaatz pudo disponer de la 15.ª Fuerza Aérea para atacar los objetivos rumanos. Hasta ese momento solo se habían realizado ataques esporádicos contra esos objetivos.

### La posición de la Luftwaffe
El OKL se enfrentaba a dos grandes retos en ese momento. El primero era el de reforzar la Luftflotte 3 con elementos de la Luftflotte Reich para hacer frente a la inminente invasión aliada de Francia. El segundo era la protección del espacio aéreo del Reich ante las incursiones cada vez más profundas de la USAAF. En el aspecto técnico, el avión cohete Messerschmitt Me 163 y el caza a reacción Messerschmitt Me 262 comenzaron a entrar en servicio en pequeñas cantidades en las unidades ErprKo 262 y JG 400. El recién creado Sturmgruppen (grupo de asalto), dotado de aviones Fw 190A-8/R2 Sturmbock (avión de asalto) también entró en servicio en el JG 3 que fue asignado a la defensa de Rumania. El armamento del A-8/R2 era potentísimo, montaba dos cañones de 30 mm con los que podía destruir un B-17 con tres disparos y derribar un B-24 de un solo disparo. El Fw 190A-8/R2 estaba blindado y era en gran medida invulnerable al fuego defensivo de los norteamericanos. Sin embargo, las mismas características que los convirtieron en “destructores de bombarderos”, les perjudicaban al limitar su rendimiento a gran altura, ya que el Focke-Wulf se hizo más lento e inmanejable en el combate. Al igual que ocurría con los bimotores Ju 88, Bf 110 y Me 410, necesitaba ir escoltado por cazas ‘‘Bf 109’’ para poder operar.

### Batallas sobre los campos petrolíferos

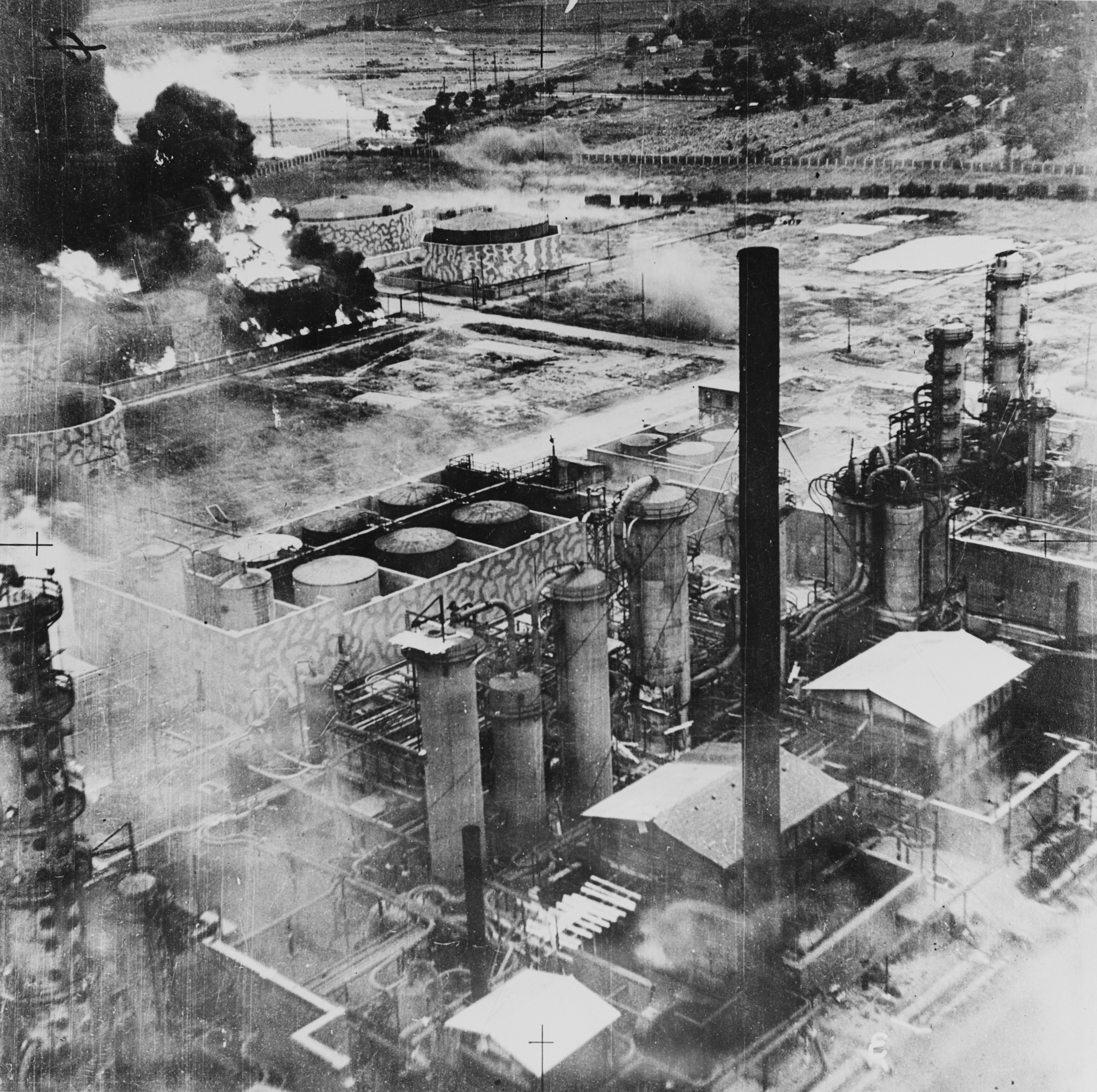
Tanques de almacenamiento de petróleo en Ploieşti ardiendo tras ser bombardeados por la USAAF en el curso de la Operación Tidal Wave, agosto de 1943.

El 12 de mayo de 1944 se realizó la primera incursión de esta sistemática y deliberada campaña de la USAAF contra la industria del petróleo. 886 B-17 y B-24 despegaron de Inglaterra en ruta hacia las refinerías de Brux y Chemnitz en Alemania. La corriente de bombarderos iba escoltada por 876 cazas de 22 grupos. Para interceptarlos, despegaron los cazas de los Jagdkorps I y II, que incluían las alas de cazas JG 1, el 3 y el 26. En total participaron 22 Jagdgruppen (grupos de caza) con un total de 475 cazas monomotores y también despegaron 40 cazas pesados (Zerstörer). Se produjo una gran batalla aérea a lo largo de los montes Taunus. Los bombarderos iban bien escoltados y las pérdidas de ese día se produjeron, en su mayoría, durante los 15 minutos que los cazas de escolta tardaron en reaccionar tras los primeros ataques. Los norteamericanos perdieron un total de 41 B-17. Las pérdidas de la Luftwaffe fueron muy graves y se produjeron durante el regreso de los bombarderos tras su misión.
Esta primera operación en defensa de la industria petrolífera fue un desastre para la Luftwaffe. “El 12 de mayo de 1944 puede definirse como el peor día de la guerra para Alemania. Otros días trajeron derrotas dramáticas y con una cantidad terrible de víctimas, pero nunca sin la posibilidad de un cambio de fortuna". Albert Speer escribió, "El enemigo ha golpeado uno de nuestros puntos más débiles. Si persisten y hacen como esta vez, entonces pronto acabarán con la producción de combustible".

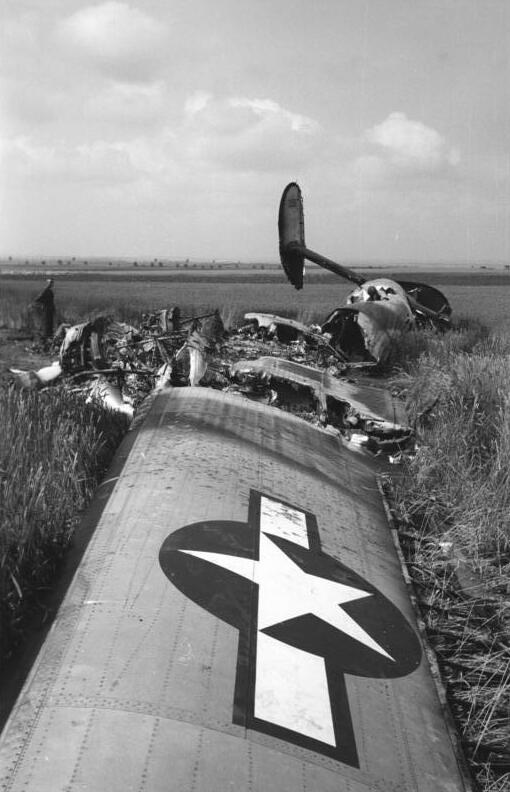
Un B-24 del Grupo de Bombarderos N.º 492 derribado en la batalla aérea de Oschersleben el 7 de julio de 1944.

Algunas veces, la Luftwaffe obtenía ciertos éxitos, casi siempre cuando encontraban formaciones de bombarderos sin escolta de cazas. El 7 de julio de 1944 una fuerza de 1 129 B-17 y B-24 de la 8.ª Fuerza Aérea de la USAAF, salió de Inglaterra para bombardear las fábricas de aviones de la zona de Leipzig y las plantas de petróleo sintético de Boehlen, Leuna-Merseburg y Lützkendorf. Dos Jagdgeschwader los interceptaron. Los pilotos alemanes actuaron agresivamente, aproximándose a los bombarderos hasta llegar a un punto en que podían dispararles a quemarropa. Los cazas alemanes encontraron al Grupo de Bombarderos Nº 492, que en ese momento carecía de escolta de cazas, y en tan solo un minuto, todo el escuadrón de 12 B-24 fue aniquilado. La 2 ª División Aérea de la USAAF perdió 28 Liberator ese día, la mayoría por los ataques de los aviones de asalto del Sturmgruppe. Los alemanes perdieron nueve cazas y otros tres sufrieron daños al aterrizar, cinco pilotos resultaron muertos.
La situación iba haciéndose cada vez peor para la Luftwaffe en su conjunto. El I. Jagdkorps estaba perdiendo cazas a un ritmo del 10% por misión, mientras que las pérdidas de los bombarderos solo eran del 2%. La presencia de tan gran número de cazas norteamericanos se estaba convirtiendo en un desastre. El 28 de mayo, la segunda incursión de la 8.ª Fuerza Aérea contra la industria petrolífera, se tradujo en la pérdida de 32 bombarderos de 1 341 que intervinieron, y 14 cazas por parte de la USAAF. El I Jagdkorps perdido 52 cazas, 18 pilotos muertos y 13 heridos. Los bombarderos estuvieron bien protegidos. La mayoría de las tripulaciones de los bombarderos dijeron no haber visto cazas alemanes durante la misión.
El 29 de mayo la 15AF y la 8AF lanzaron ataques conjuntados contra diversos objetivos de la industria aeronáutica y del petróleo. La refinería de petróleo en Politz estaba entre ellos. Una formación de Bf 110 que los interceptó, logró derribar 13 bombarderos, muriendo 17 tripulantes y resultando heridos otros siete. Cierto número de cazas '‘‘Fw 190’’ y ‘‘Bf 109’’ atacaron con éxito en cuanto al derribo de aviones enemigos, pero les supuso un alto costo. La 8AF y 15AF de la USAAF comenzaron a realizar misiones tipo lanzadera, en el viaje de ida bombardearon Ploieşti y los yacimientos petrolíferos en Rumania, aterrizaron en la Unión Soviética y al regreso atacaron objetivos en Alemania los días 30 y 31 de mayo.
El 18 de junio, la 8.ª Fuerza Aérea realizó la incursión de bombardeo más grande hasta la fecha. Envió 1.965 bombarderos y 1.111 cazas para bombardear objetivos relacionados con el petróleo en Polonia y Alemania. Solo 167 cazas alemanes despegaron para interceptarlos. El bombardeo fue un éxito. Los mensajes alemanes descifrados por ULTRA, confirmaron la reducción de los vuelos no operacionales como resultado de los bombardeos a las plantas de tratamiento del petróleo. Según Speer, hacia el 21 de julio, el 98% de todas las plantas de combustibles estaban paralizadas. La producción mensual se redujo de 180 000 toneladas en marzo de 1944 a 20 000 en noviembre, y el combustible almacenado se redujo de 575 000 a 175 000 toneladas
En septiembre de 1944, el ratio de pérdidas y derribos estaba en contra de la Luftwaffe. Con algunas excepciones, la tasa de pérdidas de las formaciones aliadas permanecía por debajo del 1%, las pérdidas alemanas estaban entre el 10 y 20%. Las formaciones aliadas eran unas 18 veces más numerosas que las alemanas en esa época, por ello las pérdidas se traducían en coeficientes más grandes para los defensores alemanes. Sin embargo, durante septiembre, el RLV contabilizó 307 derribos frente a 371 pérdidas propias. En octubre de 1944, el número de cazas disponibles para el combate era de 347, excluyendo las unidades en reparación y las utilizadas para el entrenamiento de nuevos pilotos.
Los bombarderos de la RAF y de la USAAF, hasta finales de agosto, realizaron cientos de incursiones contra los objetivos relacionados con el petróleo. La principal refinería en Rumania fue prácticamente destruida por los bombardeos. La última incursión contra Ploieşti la realizó el 15AF el 19 de agosto de 1944. Los rumanos, incluida su fuerza aérea, que habían luchado junto a la Luftwaffe hasta ese momento, capitularon el 23 de septiembre de 1944 ante el avance del Ejército Rojo y declararon la guerra a su antiguo aliado. Las unidades de caza alemanas que quedaban se retiraron a Yugoslavia y Hungría.

### Formación de nuevos pilotos
Los ataques estaban teniendo un efecto devastador en las unidades de caza alemanas. Más y más staffels (escuadrones) y Gruppen (grupos) de caza fueron retirados de la línea del frente, en el Frente del Este, para reforzar la defensa del Reich. Göring ordenó que se hiciese un mayor esfuerzo para capacitar a los pilotos más a fondo y más rápidamente, y emitió también una orden para ampliar el número de pilotos de caza (Jadgflieger), ordenando que los pilotos de bombarderos se convirtiesen en pilotos de caza. El plan falló. El período de formación de los nuevos pilotos se redujo por la necesidad que había de ellos en la batalla. En 1944, el programa de formación de los pilotos se había reducido a 8 meses y 111 horas de vuelo, de ellas tan solo 20 horas en el Fw 190 y Bf 109. Este tiempo de formación era menos de la mitad del que se dedicaba a la instrucción de los cadetes alemanes en 1942.
Las escuelas de vuelo alemanas dependían del combustible. Se necesitaban de 60 000 a 80 000 toneladas por mes y con ese combustible se podían formar al mes 1 200 pilotos de caza, 250 de ataque a tierra, 40 de bombarderos, 75 de aviones de reacción, 64 de reconocimiento y 40 pilotos de caza nocturna. Las demandas de combustible de las escuelas de vuelo nunca se cumplimentaron, en julio de 1944 se entregaron tan solo 13 500 toneladas, 13 400 en agosto y en septiembre de 6 300. Había una gran cantidad de cadetes disponibles para iniciar la formación, pero las escuelas básicas de vuelo tuvieron que cerrarse para posibilitar el funcionamiento de la escuelas de vuelo avanzado. La llegada pilotos de bombardero, que se formaban como pilotos de caza, ayudó a cubrir las necesidades, pero esa ayuda fue la última. En el otoño, la Luftwaffe se vio en la necesidad de buscar personas que tuviesen alguna experiencia de vuelo para poder pasar por alto la etapa de formación básica en las escuelas de vuelo.

## El "Gran Golpe"
El Gran Golpe (en alemán: Großer Schlag) fue un proyecto de Adolf Galland para una batalla en el aire contra las fuerzas aéreas británicas y estadounidenses y que, según él, iba a ser la mayor y más decisiva de la guerra. Para el 12 de noviembre de 1944 ya se habían completado los ensayos, pero en lugar ejecutar el «gran golpe» contra las fuerzas enemigas en el aire, se optó por otro plan, un ataque a los aeródromos. Todas las unidades menos dos alas de caza fueron trasladadas el 20 de noviembre de 1944 para iniciar la Operación Bodenplatte, pero esas unidades carecían de una formación específica para atacar objetivos en tierra. El resultado fue una derrota que paralizó a la Luftwaffe.
Hitler había prohibido la operación del «gran golpe» ya que se enojó con el comportamiento de Luftwaffe a raíz de lo ocurrido el 2 de noviembre de 1944, cuando la Luftflotte Reich perdió el 50% de los 305 cazas enviados a enfrentarse con los bombarderos de una incursión norteamericana. Aunque la caza alemana derribó 40 bombarderos, sus pérdidas fueron enormes, 73 pilotos de caza murieron en esa acción. Hitler convocó a una reunión al General Major Eckhard Christian, jefe de Estado Mayor: 

-Hitler: «Así pues 260 cazas participaron en el combate y lograron derribar 20 bombarderos, ¿y ellos cuantos perdieron?» 
-Christian: «Noventa, Mein Fuhrer»
-Hitler: «De acuerdo, por tanto con 260 salidas derribaron 20 y perdieron 90.»

Christian intentó explicar las dificultades bajo las que operaban las unidades de caza alemanas, pero Hitler se negó a escuchar, 

-Hitler: «Teniendo en cuenta estas cifras, esto significa que si los cazas hubiesen sido 2.600 hubiesen logrado 200 victorias. En otras palabras, cualquier esperanza de diezmar al enemigo por un masivo ataque simplemente no existe. Por lo tanto, es ridículo mantener la producción de aviones de caza solo para que la Luftwaffe pueda operar en un gran número.»

Cualquier oportunidad de Galland para dar el «gran golpe» se había esfumado.

## Derrota (1945)

### Guerra diurna

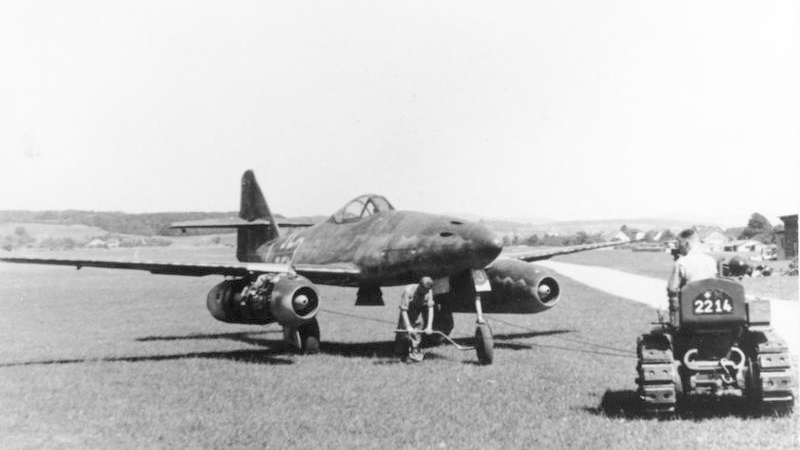
Me 262 A, en abril de 1945.

En el invierno de 1944-45 la Luftwaffe se vio superada en gran medida por la RAF y la USAAF. Muchos de los altos mandos de la Luftwaffe tenían la esperanza, en 1942, de que se diese prioridad a proyectos como el avión de caza propulsado por cohete Me 163 o el caza a reacción Me 262. Sin embargo, Adolf Hitler insistió en que el Me 262 se utilizase para misiones de ataque al suelo, lo que dificultó su desarrollo y retrasó su entrada en servicio en el RLV. Además de los avances tecnológicos, en diciembre de 1944, la RLV se había reorganizado en cinco Jagddivision y un Jagdkorps. La Jagddivision 1 abarcaba el este de Alemania y Berlín. La Jagddivision 2 protegía una pequeña parte del noroeste de Alemania, incluido Hamburgo y la zona que va desde la frontera holandesa hasta la frontera danesa en el norte. La Jagddivision 3 protegía la cuenca del Ruhr y el oeste de Alemania, mientras que la Jagddivision 7 defendía el sur de Alemania y el oeste de Austria. La Jagddivision 8 se encargaba de la defensa del este de Austria y Checoslovaquia. La posición de la Luftwaffe siguió deteriorándose. Sin embargo, conforme se reducía la extensión del territorio alemán el número de armas antiaéreas de la Flak aumentaba. Durante los meses de noviembre y diciembre de 1944, la Flak fue mucho más eficaz que la Luftwaffe derribando bombarderos aliados. Un ejemplo de esto ocurrió durante los bombardeos a las plantas de petróleo sintético en la cuenca del Ruhr: la Flak derribó 59 bombarderos de la USAAF mientras que los cazas alemanes tan solo derribaron 13. La artillería antiaérea pesada de la Flak consiguió reducir la precisión de los bombardeos, así como actuar de guía para los cazas alemanes que buscaban las corrientes de bombarderos. Las pérdidas de la Luftwaffe alcanzaron un máximo histórico el 26 de noviembre, cuando interceptando una incursión, la RLV perdió 119 cazas, 60 pilotos muertos y 32 heridos por solo 25 cazas de la USAAF y seis bombarderos derribados.

#### Las Ardenas, invierno de 1944-45
Hitler trató de mejorar la pésima situación militar de Alemania con el lanzamiento de la Operación Wacht am Rhein (Operación alerta en el Rin) que condujo a la Batalla de las Ardenas. El RLV destinó algunos Jagdgeschwader para apoyar la ofensiva junto con las unidades de cazas de primera línea de la Luftwaffe. Como los bombardeos estratégicos de los Aliados se realizaban en parte en zonas próximas al área de la batalla, las unidades de caza alemanas se vieron luchando a la vez para defender los objetivos estratégicos y para tratar de alejar del ejército alemán a las fuerzas aéreas tácticas de los Aliados. El costo fue alto, unos 400 pilotos resultaron muertos o dados por desaparecidos entre el 16 y el 31 de diciembre de 1944. El 1 de enero de 1945, la Luftwaffe lanzó la Operación Bodenplatte en un intento por recuperar la superioridad aérea y ayudar a reiniciar la estancada ofensiva alemana. Esta operación falló, y en ella fue destruido lo que quedaba del núcleo de la Luftwaffe. Los alemanes perdieron 143 pilotos en acción, 70 fueron hechos prisioneros y 21 resultaron heridos, todo ello en un solo día.

#### Las últimas operaciones, marzo a mayo de 1945
Las operaciones de los nuevos cazas Me 262 y Me 163 hicieron poco para contrarrestar el problema de la superioridad aérea aliada. Las pérdidas alemanas seguían siendo elevadas debido a la falta de formación de los pilotos de caza. El 7 de abril de 1945, por ejemplo, de los 183 cazas '‘‘Fw 190’’ y Bf 109 S, protegidos por una importante formación de aviones de reacción Me 262, que participaron en una salida de interceptación de bombarderos, solo regresaron 15 a sus bases. Los alemanes informaron de la pérdida de 133 cazas habiendo derribado 50 bombarderos de la USAAF. En realidad, solo fueron derribados ocho. Durante este período se produjo la invasión de la Alemania occidental por parte de los Aliados. La Luftwaffe defendió sin descanso su espacio aéreo y sufrió grandes pérdidas en las misiones de ataque a las cabezas de puente aliadas. Se anotaron algunos éxitos locales como ocurría a veces con las misiones de los Me 262 que incluían 40 o 50 cazas a reacción, pero las pérdidas ocasionadas a los Aliados no fueron decisivas. Las Fuerzas Aéreas de los Aliados tenían una total superioridad aérea y atacaban de manera continuada a la Luftwaffe sobre el terreno y en el aire. En apenas tres días, del 13 al 15 de abril de 1945, los ataques de los aviones aliados consiguieron destruir en tierra unos 400 cazas alemanes. En abril, la lucha llegaba a su fin, en ese mes tuvieron lugar las últimas misiones de la RLV. La mayoría de las unidades de caza, que ahora ocupaban aeródromos de Austria y Checoslovaquia, comenzaron a rendirse en masa a los Aliados occidentales a fin de evitar tener que capitular ante los soviéticos. Las acciones bélicas cesaron oficialmente el 8 de mayo de 1945.